# Manoir du Val-Néant
Le manoir du Val-Néant est un édifice situé à Val d'Oust en France.

## Localisation
Le manoir est situé sur le territoire de la commune de Val d'Oust, au lieu-dit le Val-Néant, dans le département du Morbihan en région Bretagne.

## Description
Le manoir date des XVIIIe et XXe siècles, édifice dans une cour fermée à un étage carré, élévation à travées, construit en moellons de granite. Toiture à longs pans couverte d'ardoises, croupe. Escalier dans-œuvre
.

## Historique
Le logis date de la deuxième moitié du XVIIIe siècle, la chapelle du début  XXe siècle. Le Val Néant était le siège d'une seigneurie appartenant à la famille Néant au XIVe siècle, puis au Poullain de Pontlo entre 1608 et 1760, époque où elle passa au Le Douain (ou Le Douairain ou Le Douarin).
Le manoir est inscrit à l'inventaire général du patrimoine culturel.